# (2586) Matson
(2586) Matson es un asteroide perteneciente al cinturón de asteroides, descubierto el 11 de junio de 1980 por Carolyn Shoemaker desde el Observatorio del Monte Palomar, Estados Unidos.

## Designación y nombre
Designado provisionalmente como 1980 LO. Fue nombrado Matson en honor a Dennis L. Matson experto en ciencias planetarias.